# Uso de teléfonos móviles en las escuelas

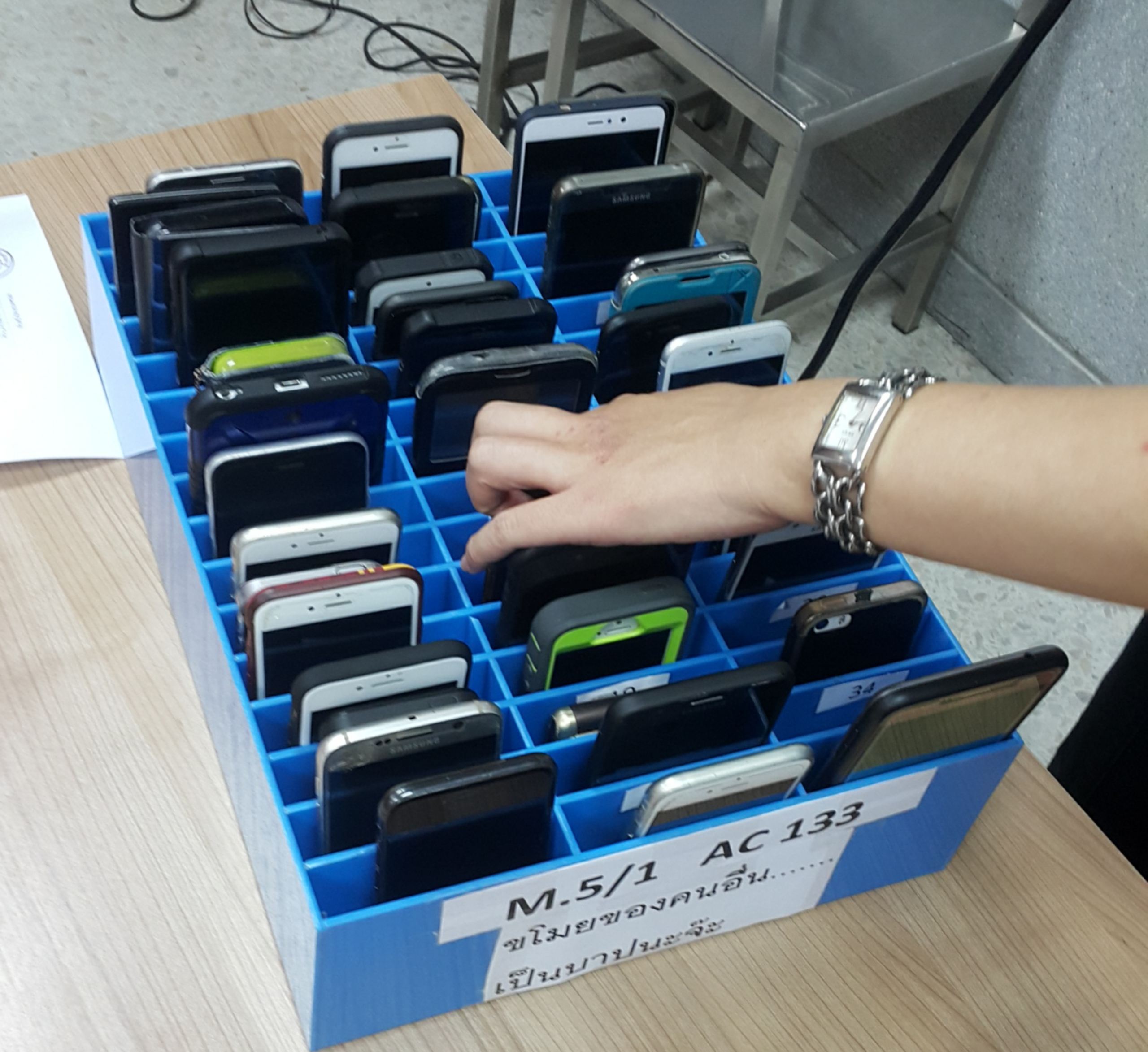
Caja de teléfonos. En ella se guardan los teléfonos durante el horario escolar para que los estudiantes no lo puedan usar.

El uso de teléfonos móviles en las escuelas: Debate, beneficios y riesgos
El uso de teléfonos móviles en las escuelas es un tema controvertido. Existen distintas posturas que hacen que debatan padres, profesores, alumnos y las autoridades.Múltiples propuestas metodológicas pretenden destacar en la tecnología, aspectos de atractivo, lúdicos, visuales, inmersivos, la adaptación a cada perfil de usuario y su componente emocional, pues los autores sugieren que los dispositivos móviles y teléfonos inteligentes son un reto social a resolver: darles utilidad educativa.
Por lo general las personas que están a favor del uso de los teléfonos móviles argumentan que estos pueden ser útiles para la seguridad de los niños, pues permite a estos comunicarse con sus padres o tutores. 
Cabe mencionar que no todos los aspectos del uso de tecnologías en niños son negativos, pues los logros que se obtienen con el uso de las TIC son los siguientes: fortalecen la comunicación interpersonal; facilitan el trabajo en grupo; permiten seguimiento del proceso del grupo a nivel individual y colectivo; posibilitan el acceso a información, y contenidos de aprendizaje; permiten la gestión y administración de los alumnos y facilitan la creación de ejercicios de autoevaluación, entre otras. Dicen también que esto es una ayuda, pues mediante la intervención de padres y profesores les enseñan cómo manejar los nuevos medios tecnológicos de forma adecuada. Proponen que las escuelas deberían adaptarse al panorama tecnológico actual en el que el uso del teléfono móvil tiene un papel fundamental, dando acceso a gran información, sugiriendo que estas deben dar un cambio de enfoque, ya que según lo que argumentan queda obsoleta la necesidad de memorizar hechos y pueden centrarse más en ayudar al desarrollo del pensamiento crítico y a fomentar las cualidades personales y sociales de cada alumno. 

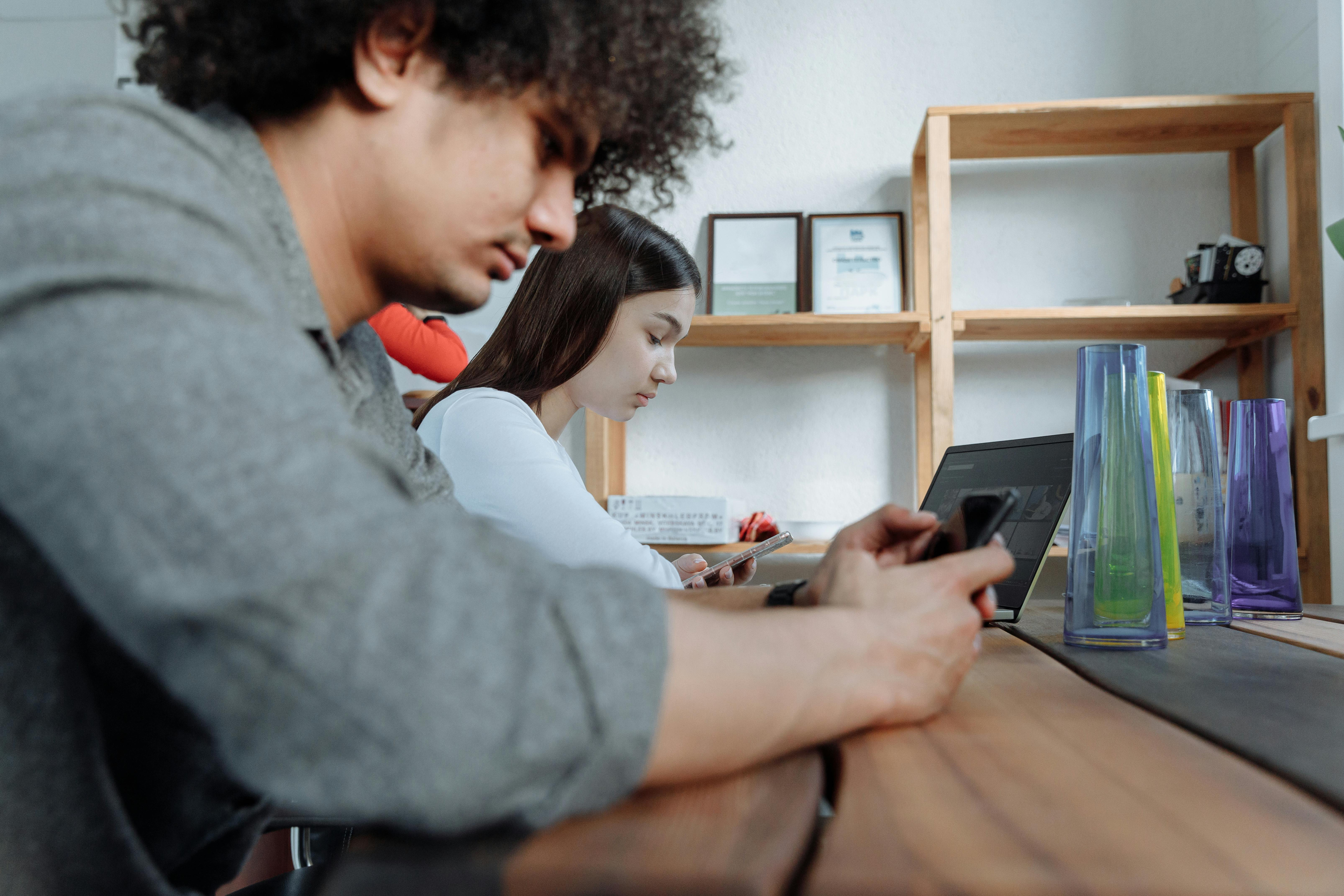
Jóvenes usando el celular en el aula mientras toman clases.

Los que se oponen a que los estudiantes hagan uso de teléfonos móviles mientras están en la escuela creen la fuente principal de deterioro de la salud mental en los adolescentes son los teléfonos móviles, obstaculizando el desarrollo social y haciendo posible el ciberacoso. Argumentan que los teléfonos pueden ser una constante interrupción en el aula. Comentan también que pueden hacer un uso inapropiado del mismo, como hacer trampa en los exámenes, sacar fotografías inapropiadasy jugar. Todo esto hace que el teléfono se convierta en una distracción seria, que aparta la atención de los alumnos del profesor. En 2023, el Cirujano general de Estados Unidos, el doctor Vivek Murthy, advirtió que las redes sociales pueden conllevar “un profundo riesgo de daño a la salud mental y el bienestar de niños y adolescentes”. Se enuncia que hoy en día dos de los mayores riesgos del uso excesivo de la tecnología en niños son la falta de ejercicio físico y la vida sedentaria, provocando así limitaciones en realizar actividades físicas que son fundamentales para el desarrollo físico y emocional de los niños.
La era digital aumentó los riesgos existentes para los niños y creó otros nuevos. El abuso infantil, la explotación y la trata en línea aún prevalecen, no solo en la Web Oscura, sino también en las principales plataformas digitales y redes sociales. Además, los niños se enfrentan a otros riesgos en línea, incluidos el acoso cibernético y la exposición a materiales inadecuados en los sitios pornográficos o de apuestas. Si bien la mayoría de los niños consigue abordar con éxito estos últimos riesgos, para algunos el impacto puede ser devastador y cambiarles la vida. 
En muchas escuelas se han establecido una serie de políticas para evitar que los alumnos se distraigan con los teléfonos móviles. Estas políticas restringen el uso de los móviles en el horario escolar. Una pionera solución fue propuesta por la empresa Yondr con un producto que apoya el concepto de escuelas sin teléfonos. El producto en cuestión es una bolsa con cerradura en la cual los estudiantes colocan su teléfono al comienzo de la jornada, permitiendo a los estudiantes disfrutar de un ambiente sin teléfonos y lo que eso implica: poder experimentar la concentración, la creatividad y el alivio de no estar con el teléfono. En otros colegios han intentado bloquear teléfonos móviles para controlar y restringir el uso del teléfono, con el fin de reducir las distracciones y evitar el uso improductivo. Sin embargo, estos métodos generan preocupaciones sobre la violación de la privacidad y el abuso de poder, además de ser ilegales en ciertas jurisdicciones. 

## Estudios
La revista Computers in Human Behavior publicó un estudio en 2015 donde demostró que entre los universitarios el uso total de teléfonos móviles, medido en número de minutos por día y no limitado al horario lectivo, "vaticina un significativo y negativo rendimiento en los universitarios medido sobre su calificación escolar". Además, el abundante uso en los jóvenes de la tecnología móvil manifiesta el uso inadecuado de las TIC tanto en el entorno personal como escolar. Por ello se han tomado medidas para fomentar un uso más responsable de este tipo de tecnologías en la vida personal, escolar y social de los estudiantes.

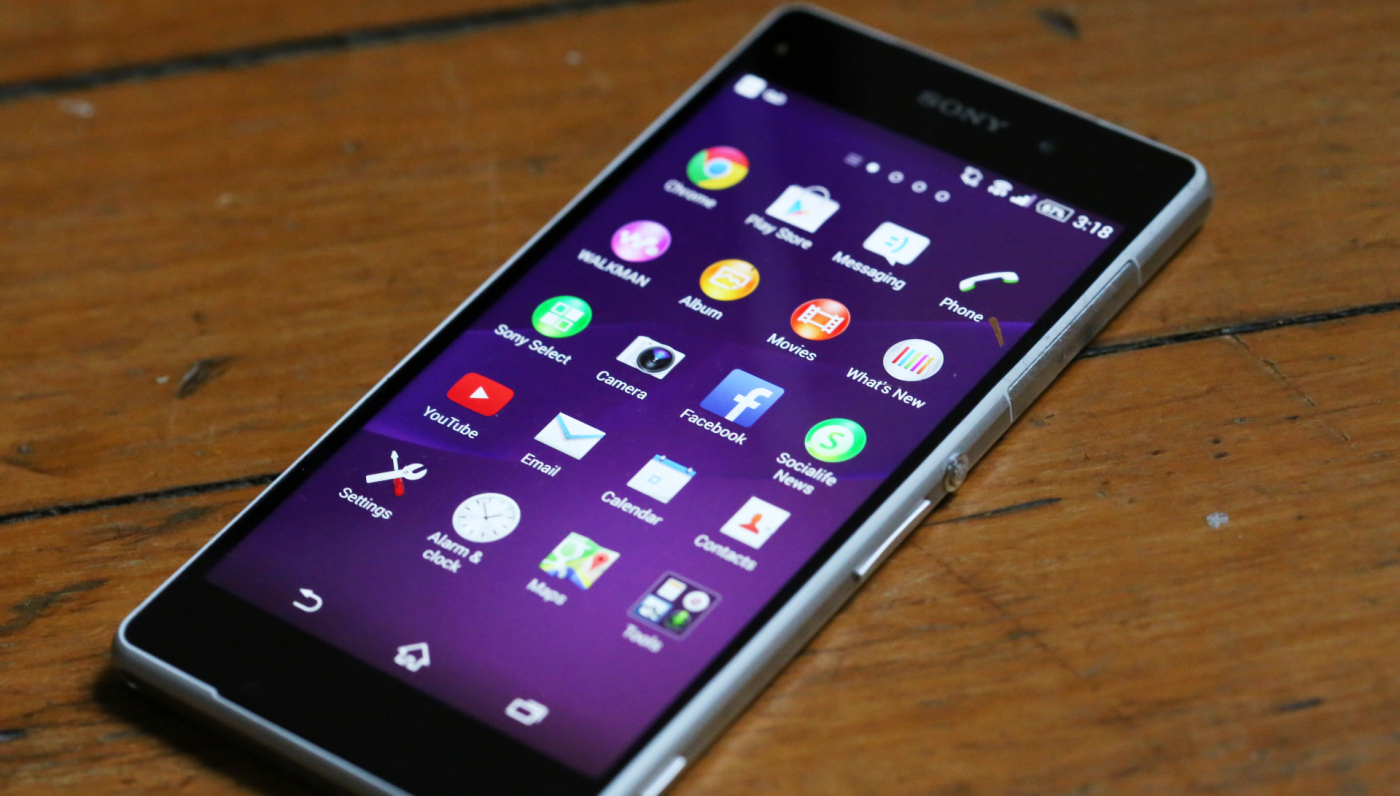
Sony Xperia Z2 face 20140429

En 2015, Dakota Lawson y Bruce B. Henderson realizaron un estudio en el que examinaban la relación entre el uso del teléfono móvil en el aula y la comprensión de la información. Participaron 120 estudiantes de un curso de introducción a la psicología, mayormente estudiantes de primer año. Los estudiantes que enviaban mensajes de texto en clase conseguían puntuaciones más bajas incluso cuando el material presentado era simple. Se mostró entonces que el uso del teléfono en clase perjudica la comprensión y el rendimiento de los estudiantes. El estudio, por lo tanto, corroboró los resultados de diversos estudios parecidos hechos en el pasado.
Las investigadoras Julia Irwin y Natasha Gupta de la Universidad Macquarie realizaron un experimento en 2016 para comprobar el efecto de las distracciones relacionadas con Facebook en el aula. Descubrieron que cuando a los estudiantes les interesaba el tema y como se presentaba tenían menos probabilidad de distraerse con Facebook. También demostraron que los estudiantes con acceso a teléfonos obtuvieron peores resultados que aquellos estudiantes a los que no se les permitió el uso de teléfonos durante la clase.
Un estudio publicado por Applied Cognitive Psychology en 2017, indicó que los universitarios a los que se les permite usar o poseer un teléfono durante las clases retenían menos conocimientos. Durante la investigación aquellos estudiantes que no tenían permiso para acceder a un teléfono obtuvieron mejores calificaciones que aquellos que si tenían permiso.
Pese a los numerosos inconvenientes que presenta el uso de teléfonos móviles en las aulas, estos presentan ciertas ventajas en el entorno escola. En 2017, el Dr. James Derounian llevó a cabo un estudio con cien participantes en la Universidad de Gloucestershire . En el estudió se reveló que un 45% de los estudiantes cree que el uso de teléfonos móviles en las aulas es una ayuda en su educación. Una de las grandes ventajas comentadas es el acceso a los libros de texto de forma digital. La accesibilidad al material académico en teléfonos móviles permite a los estudiantes interactuar de manera más profunda con los conocimientos dados. Drounian mencionó que podría existir "un elemento de deseabilidad social transmitido en las opiniones de los estudiantes".
Emma Henderson, periodista de la publicación The Independent del Reino Unido, publicó un artículo donde describe las vibraciones fantasmas. Estas vibraciones son causadas por un "comportamiento corporal aprendido", donde la parte del cuerpo más cercana al teléfono se vuelve muy sensible, teniendo como resultado que incluso las vibraciones más leves pueden hacer creer a una persona que su teléfono ha vibrado cuando no es así. Nueve de cada diez personas afirman haber sentido en sus bolsillos estas vibraciones fantasmas, lo que genera preocupaciones serias sobre el uso excesivo y consiguiente dependencia a los teléfonos móviles en las personas. Romper con la costumbre de revisar frecuentemente el teléfono puede, por lo tanto, no solo ser beneficioso para los estudiantes sino también para que estos transmitan más respeto hacia los profesores cuyas clases se ven interrumpidas por las distracciones de los teléfonos móviles.

## Normativa por país

### Australia
En Australia las escuelas se recomienda el uso de los teléfonos móviles sólo en casos de llamadas a padres o tutores solamente si el mismo permite que se utilice durante las actividades escolares y extraescolares.

El uso desinformado e irresponsable de dispositivos móviles, es potencialmente una causa de bullying.

Si los teléfonos tuvieran cámara están restringidos en las instalaciones escolares, quedando completamente prohibido en algunas secciones como vestuarios, baños, gimnasios y piscinas. Se permite hacer uso de la cámara solamente si tiene el permiso firmado de la persona que es fotografiada o filmada o, si la persona es menor de dieciocho años, necesitaría el permiso firmado del padre o tutor del menor donde indique que permite estas acciones.Los teléfonos móviles podrán ser confiscado si se encuentra a un estudiante en alguna de estas secciones e incluso se impondrán consecuencias si la situación lo requiere.
No está permitido el uso del teléfono móvil para enviar mensajes de acoso o amenazas. Si un estudiante llegara a hacerlo, las autoridades, incluida la policía, se involucrarán, ya que se trata de una violación de la privacidad y un caso de acoso. Debido a que en Australia es muy importante las cuestiones relacionadas con la intimidación, privacidad y acoso, si una persona infringe esta ley puede dejarle antecedentes penales, que en el caso de hacerlo un estudiante le dará desventaja en el futuro.
A menos que puedan incorporarse adecuadamente al entorno de aprendizaje, el uso de los teléfonos móviles queda desaconsejado. Gladys Berejiklian, la ex primera ministra de Nueva Gales del Sur, afirmó en un artículo de ABC News que el objetivo de esta era "garantizar que los teléfonos móviles y otros dispositivos inteligentes complementen el aprendizaje de los estudiantes".
Los institutos australianos están divididos sobre si deben o no prohibirse los teléfonos móviles en las aulas o permitirse en momentos concretos durante el horario escolar. En 2019 el gobierno de Nueva Gales del Sur prohibió completamente el uso de los teléfonos móviles en las escuelas primarias. Berejiklian declaró, en una declaración pública justificando la política, que la prohibición animaría a los niños a evitar el uso de tecnología que pudiera "molestarlos o hacerlos sentir incómodos". Desde 2020, el Departamento de Educación de Victoria prohibió de manera similar el uso de teléfonos en todas las escuelas públicas, tanto primarias como secundarias.
Las razones para prohibir los teléfonos móviles es detener el acoso (físico y en línea) y eliminar las distracciones del aula. "Desafortunadamente, los teléfonos no sólo distraen sino que también causan estrés a los niños pequeños, y no podemos permitir que eso continúe", dijo la primera ministra de Nueva Gales del Sur, Gladys Berejiklian, a Seven's Sunrise . Para poder implementarlo se eliminará el acceso a los teléfonos por parte de los estudiantes durante el día salvo que el padre o tutor del mismo solicite que necesita usarlo. El profesor tendrá siempre el teléfono en algún lugar al que pueda acceder el estudiante antes y después de la escuela.

#### Restricciones de la escuela secundaria
Aunque en Australia están prohibidos los teléfonos en las aulas de las escuelas primarias, salvo permiso de los profesores, la prohibición en las escuelas secundarias durante la comida, el recreo y el tiempo libre es un tema controvertido y las leyes que lo regulan dependen del estado y territorio, así como de la propia escuela. Los defensores de las restricciones y prohibiciones argumentan que pueden disminuir las distracciones y el ciberacoso, al mismo tiempo aumentarían las capacidades académicas y sociales de los estudiantes. Sin embargo, no hay evidencia de que estas prohibiciones disminuyan el ciberacoso o aumenten la escucha en clase.    Las prohibiciones telefónicas cuentan con el apoyo de los gobiernos del Partido Laborista de centro izquierda, mientras que la Coalición Liberal / Nacional de centro derecha normalmente se opone a ellas, oponiéndose firmemente en Nueva Gales del Sur .

### China
En todas las escuelas primarias y secundarias de la provincia china de Shandong queda prohibido, desde noviembre de 2018, el uso de teléfonos móviles en las aulas. China anunció, en febrero de 2021, que prohibiría que en las escuelas los niños utilizaran teléfonos móviles salvo consentimiento escrito de sus padres.

### Francia
Desde el año escolar 2018 se encuentra prohibido por ley, Ley N.º 698 de 20184 , el uso por parte de los estudiantes de teléfonos celulares y de cualquier dispositivo electrónico de comunicación (tabletas o relojes con conexión telefónica, por ejemplo), no sólo en la sala de clases, sino también en cualquier actividad que tenga lugar dentro o fuera del establecimiento escolar (recreos, actividades deportivas, excursiones y viajes escolares, por dar algunos ejemplos).

### Grecia
Por ley está permitido que los estudiantes hagan uso de sus teléfonos móviles siempre que primero hagan su trabajo. Esto incluye llamadas, mensajes de texto o cualquier tipo de uso de la cámara. Mientras no hayan acabado su trabajo, los estudiantes deben guardar su teléfono en la mochila, dejando los teléfonos en modo silencio o apagados. Una vez acabado el trabajo podrán usarlo cuando quieran.  

### Malasia
Para el Ministerio de Educación de Malasia, es una falta disciplinaria tanto que los estudiantes lleven sus teléfonos a la escuela así como que hagan uso en los dormitorios de los internados. Para cualquier caso de emergencia se espera que los estudiantes tomen prestado el teléfono de un maestro, o que haga uso de los teléfonos públicos de la escuela. En caso de que los estudiantes llevaran los teléfonos a la escuela, estos serán confiscados y se notificará a los padres de tal suceso para que los puedan recuperar. La primera vez que un estudiante cometa una infracción se emitirá un advertencia. Tanto el estudiante como sus padres deberán firmar una carta donde el estudiante se compromete a no volver a llevar el teléfono móvil a la escuela. Si fuera un infractor reincidente se le restringirá al estudiante el uso de las instalaciones de la escuela o se le excluirá de los programas y actividades escolares.

### Turkmenistán
En Turkmenistán se prohibió en 2020 el uso de los teléfonos en clase con el fin de aumentar la productividad en el proceso educativo. Esta prohibición no es aplicable solamente a los estudiantes, los profesores también deben cumplirla: durante las clases deben poner sus teléfonos en silencio. Sin embargo, los estudiantes solo pueden hacer uso del teléfono fuera de la escuela.

### Reino Unido
Las escuelas de Reino Unido pasaron de no tener prohibiciones de teléfonos móviles en 2001 para que en 2007 un 50% de ellas empezaron a tenerlas durante la jornada escolar. En 2012 está cifra llegó al 98%. Se obligó a los estudiantes a no llevar consigo el teléfono a la escuela o que lo entregaran al comienzo del día. La London School of Economics, publicó un estudio en el cual se indicaba que el rendimiento académico de los estudiantes mejoraba cuando se implementaban prohibiciones sobre el uso del teléfono. Estas prohibiciones ayudaron a los estudiantes a obtener puntuaciones más altas en los exámenes y también redujo la tentación de los estudiantes de utilizar teléfonos móviles con fines no académicos.
En las escuelas secundarias se está introduciendo nuevas y estrictas leyes sobre el uso de los teléfonos. Estas leyes indican que aquellos estudiantes menores de dieciséis años deberá guardar el teléfono durante el día, ya que, según a demostrado la ciencia, así se vuelven más sociables y están más activos en la escuela sin los teléfonos. Se colocan los teléfonos de los estudiantes en sus cajoneras y se les permite volverlos a coger según hayan acabado las clases. De esta forma las escuelas han encontrado un impacto positivo: más estudiantes están activos al aire libre y son más partícipes de clubes y otra serie de eventos sociales. Nick Gibb dijo a The Times : "Creo firmemente que los niños deberían limitar su propio uso [del teléfono] en casa. Cada hora que pasan en línea y en un teléfono inteligente es una hora menos hablando con la familia, es una hora menos de ejercicio y es una horas menos de sueño. Y, por supuesto, es la falta de sueño lo que las investigaciones muestran que puede tener un efecto perjudicial en la salud mental de un niño".
Las escuelas repararon que estas prohibiciones tuvieron un impacto positivo mayor en los estudiantes menores de 11 años. No obstante, estas restricciones en los estudiantes mayores supusieron una pérdida de oportunidad para usar ciertas plataformas educativas.
En Reino Unido los estudiantes que fueron pillados con sus teléfonos en horario escolar recibieron desde advertencias hasta castigos como la detención o la expulsión. De esta manera a los niños se les ha enseñado a limitar el tiempo que pasan en línea y a concentrarse más en su vida escolar y social. Sin embargo, hay declaraciones contrarias, como la de Patsy Kane que dice: "Ahora hay una fantástica variedad de aplicaciones para revisar y los estudiantes están realmente motivados para usarlas".

### Estados Unidos
En Estados Unidos anteriormente se usaban bloqueadores de teléfonos móviles para no permitir el uso de teléfonos. Actualmente estos bloqueadores son ilegales, tanto en uso como en venta, según la Ley Federal de Comunicaciones de 1934, porque estos cortan las llamadas al 9-1-1 y pueden interrumpir la navegación aérea si se usan cerca de los aeropuertos. La Comisión Federal de Comunicaciones en 2012 tomó una postura más estricta a la hora de cumplir la prohibición de bloqueadores. En una escuela secundaria del estado de Washington instaló un bloqueador para no permitir a los estudiantes hacer llamadas o enviar mensajes de texto, sin embargo lo acabaron retirando pues "probablemente no era legal" según la ley federal. Un profesor de ciencias en Florida recibió una suspensión en 2015 por instalar un bloqueador en sus clases.
En 2005, el Departamento de Educación de la ciudad de Nueva York prohibió el uso de teléfonos móviles en las escuelas públicas en toda la ciudad. Sin embargo esta prohibición no se reguló, pues había escuelas que permitían que los estudiantes llevaran el teléfono siempre que no fueran vistos con ellos, y otras escuelas, con el fin de cumplir la prohibición estrictamente colocaron detectores de metales en las puertas. Esta prohibición tampoco fue popular entre los padres, que argumentaban que impedía la comunicación con sus hijos. La prohibición se levantó finalmente en marzo de 2015. Según la nueva política, los directores son los que establecen, en consenso con los profesores y padres, las normas de uso de los teléfonos móviles durante las clases y las pausas. Aun así, la norma predeterminada es que los teléfonos deben permanecer ocultos. El levantamiento de esta prohibición permitió que los padres pudieran, especialmente en caso de emergencia, mantenerse en contacto con sus hijos.
Los estudiantes prefieren que la norma les permita llevar consigo el teléfono móvil, con el argumento que si ocurre algún problema se pueden comunicar con sus padres. Los padres comentan con respecto al tema de la comunicación padres-hijos que no existe reemplazo para los teléfonos, haciéndolos así un dispositivo esencial. También creen que darle un teléfono a un niño le enseña sobre la responsabilidad.
El robo de teléfonos móviles es otra preocupación en algunas escuelas. En el condado de Bucks (Pensilvania) en 2012 trece estudiantes fueron arrestados y acusado de dirigir una red de teléfonos que resultó en el robo de miles de dólares en dispositivos electrónicos.
En cada vez más escuelas se permite el uso de los teléfonos móviles como herramientas para el aprendizaje. Esto, sin embargo, plantea otros desafíos tecnológicos. Al permitir el uso de los teléfonos en muchas escuelas la conexión de los estudiantes ralentiza la velocidad del ancho de banda de la escuela. En consecuencia algunas escuelas han bloqueado el acceso al Wi-Fi de la misma por parte de teléfonos.

## Redes sociales
El uso intensivo de  las redes sociales puede afectar negativamente el desarrollo emocional, social y psicológico de los adolescentes. Aunque tradicionalmente se ha prestado atención a cómo las pantallas influyen en los niños pequeños, se ha descuidado el impacto que tienen en los adolescentes, quienes viven una etapa igualmente crucial. Se destaca que la comunicación digital ha sustituido las interacciones cara a cara, lo cual puede limitar el desarrollo de habilidades sociales fundamentales, aumentar la ansiedad y debilitar la autoestima. Además, se ha vuelto más fácil ejercer crueldad en línea, lo que ha intensificado fenómenos como el ciberacoso y la comparación constante, especialmente entre las niñas.
También advierte sobre el agotamiento emocional que produce la hiperconectividad constante y la presión por mantener una imagen perfecta en línea, lo cual puede llevar al llamado "síndrome del impostor". Como solución, las expertas sugieren que los padres deben ser modelos de uso equilibrado de la tecnología, establecer límites claros en el hogar y fomentar actividades significativas fuera del mundo digital. Además, se recomienda retrasar la exposición temprana a redes sociales y fortalecer la confianza en los hijos. Estas acciones ayudan a construir una autoestima sólida basada en logros reales y relaciones personales auténticas.

## Aplicaciones de mensajería

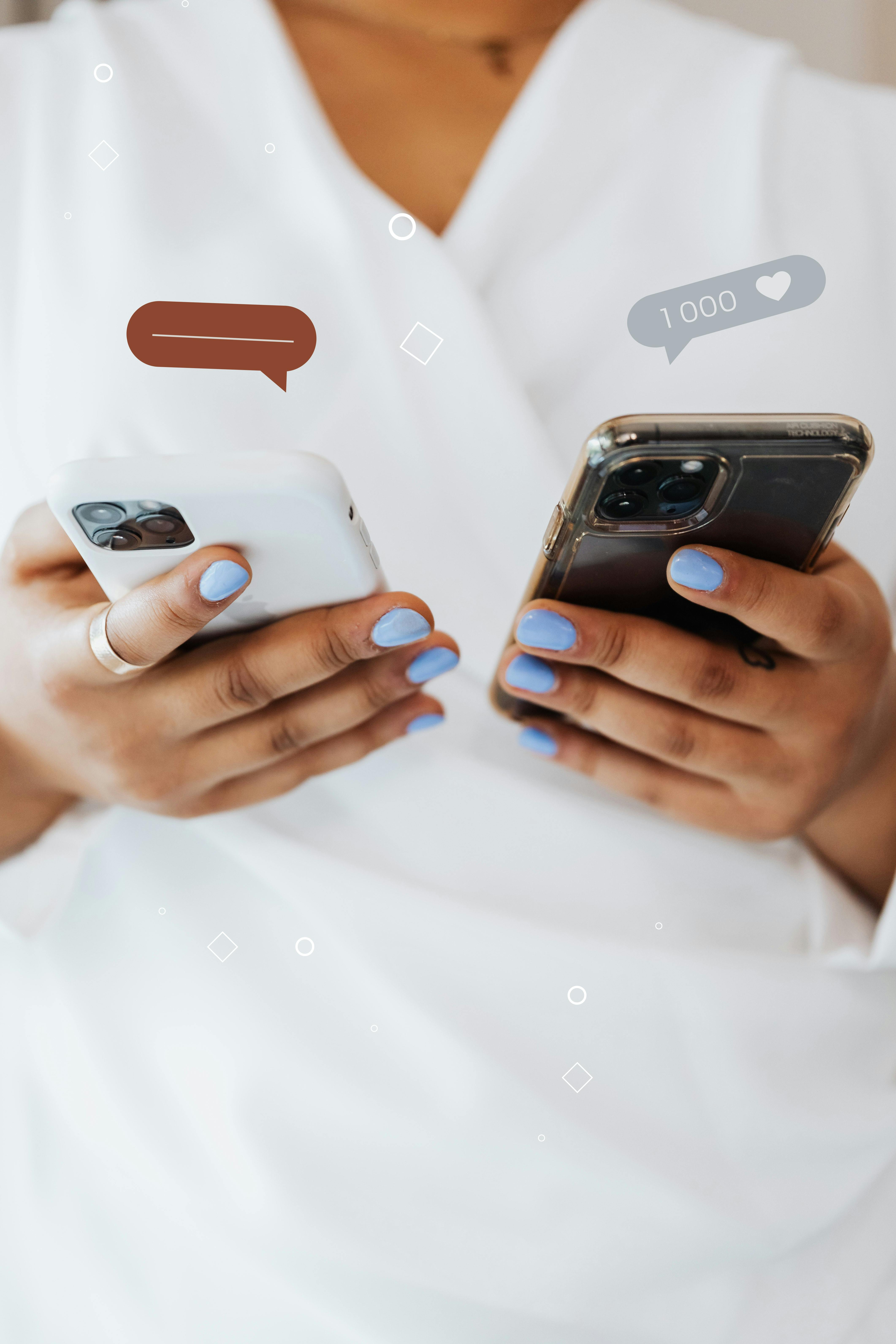
Uso de aplicaciones de mensajería para fines educativos.

Hay aplicaciones para teléfonos que respaldan su uso en las escuelas. Para febrero de 2018 había alrededor de 80.000 aplicaciones disponibles para uso de los profesores. Existen una variedad de aplicaciones de mensajería que permiten la comunicación entre estudiantes y profesores. Algunas de las más populares son Remind (que permite la comunicación entre profesores y padres mediante mensajes, recordatorios y blogs sobre cada clase) y ClassDojo (que permite el envío de informes y reportes, ya sea sobre fechas de exámenes, comportamiento en clase, etc.). Sobre el 72% de las aplicaciones educativas más vendidas en iOS son para niños en edad preescolar y de escuela primaria.
Otra aplicación que permite a los estudiantes comunicarse entre sí es GroupMe. Está planteada para que se comparta información del curso en un chat grupal.